# A143-as autópálya (Németország)
Az A143-as autópálya (németül: Bundesautobahn 143) egy autópálya Németországban. Hossza 22 km.